# Синагога Зальцмана (Мінськ)
Синагога Зальцмана — колишній єврейський молитовний будинок, який знаходиться в історичному центрі Мінська — в районі Раковського передмістя (вулиця Раковська, 24).
Була побудована в 1864 році для бідноти на кошти купця Зальцмана, перебудована в 20-ті роки XX століття.
Під час окупації в приміщенні знаходилася комендатура (Soldatenheim der Wehrmachtortskommandatur Minsk) з кінотеатром. З 1944 по 1961 рр. розміщувався кінотеатр «Білорусь». Потім Будинок піонерів. В даний час в будівлі знаходиться Спеціалізована дитячо-юнацька школа олімпійського резерву № 11 з шахів та шашок (СДЮШОР № 11).